# Apiospora liliacearum
Apiospora liliacearum är en svampart som beskrevs av Petr. 1955. Apiospora liliacearum ingår i släktet Apiospora och familjen Apiosporaceae.   Inga underarter finns listade i Catalogue of Life.